# Misraqawi (zone)

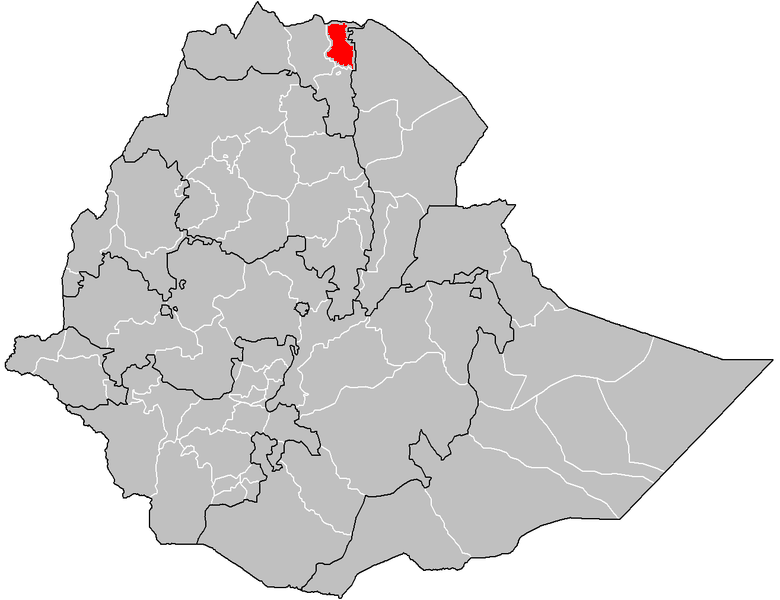
Misraqawi, au Tigré en Éthiopie, est réputée pour son patrimoine culturel et ses paysages montagneux.

La zone Misraqawi (Est) est l'une des 5 zones de la région du Tigré en Éthiopie. 

## Woredas
La zone est composée de 7 woredas:
- Atsbi Wenberta
- Ganta Afeshum
- Gulomahda
- Hawzen
- Irob
- Saesi Tsaedaemba
- Wukro